# Francolise
Francolise ist eine italienische Gemeinde (comune) mit 4618 Einwohnern (Stand 31. Dezember 2024) in der Provinz Caserta in Kampanien. Die Gemeinde liegt etwa 26 Kilometer nordwestlich von Caserta im Agro Caleno.

## Verkehr
Durch die Gemeinde verläuft die Staatsstraße 7.

## Söhne und Töchter
- Vincenzo Iovine (* 1955), italienischer Politiker